# Bauernstein Braschwitz

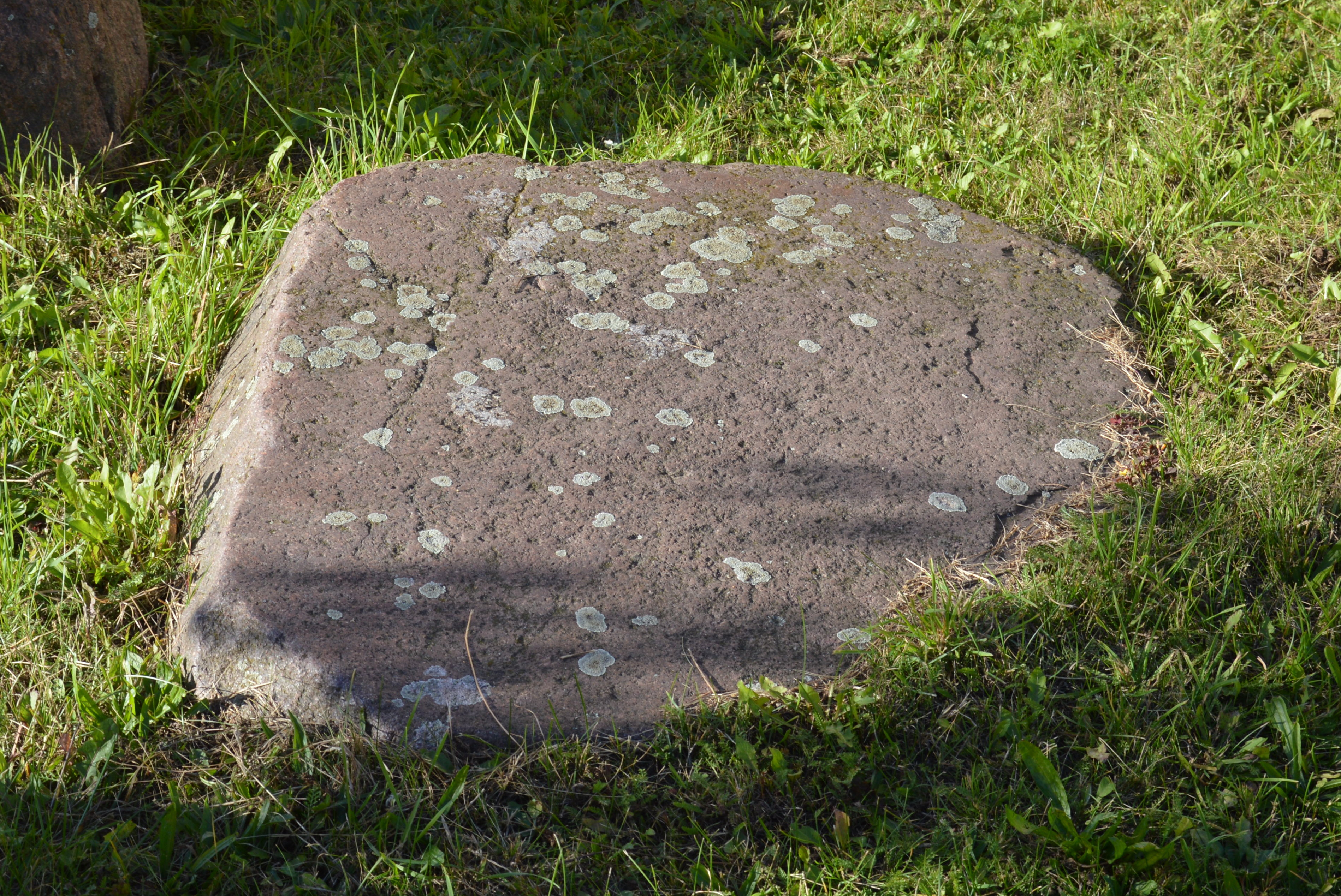
Bauernstein

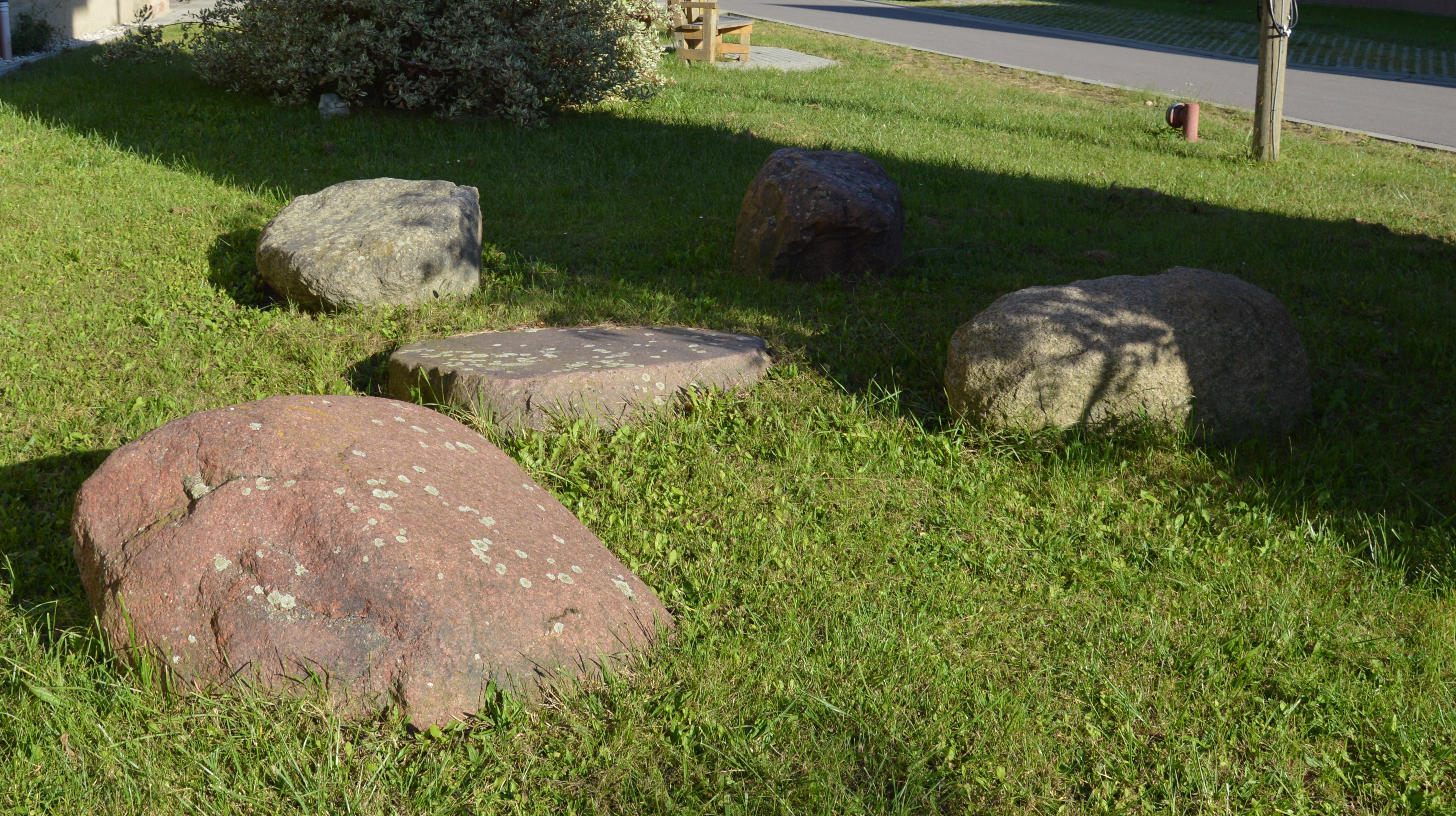
Bauernstein mit Umgebung

Der Bauernstein von Braschwitz ist ein Gerichtsstein in der Stadt Landsberg im Saalekreis in Sachsen-Anhalt. Das Kleindenkmal steht unter Denkmalschutz und ist sowohl im Denkmalverzeichnis (Erfassungsnummer 094 70212) als auch im Bodendenkmalverzeichnis (Denkmal-ID 428300507) registriert.
Bauernsteine sind zumeist an der Oberseite flach, damit der Vorsteher der dörflichen Versammlung auf diesem stehen und hier Urkunden und andere Dokumente verlesen konnte. Zudem wurden an diesen Stellen kleinere Rechtsstreitigkeiten entschieden und Entscheidungen getroffen, die die Gemeinde betreffen, etwa die Anstellung von Hirten. Um ihn herum saßen die Vertreter des Dorfes, deren Zahl je nach der Größe der Ortschaft variierte. Diese umstellte der Rest der Bewohner mit einem Kreis, der so die Verhandlung bzw. Versammlung "einhegte". Ein solches Ensemble hat sich in Braschwitz erhalten, wo sowohl der zentrale Bauernstein als auch die Steine der "Beisitzer" erhalten sind.
In Braschwitz befindet sich dieses Denkmal der Rechtsgeschichte an der Nordostseite des zentralen Dorfplatzes neben einem Trafohaus an der Brunnenstraße. Diese trägt ihren Namen nach dem benachbarten Dorfbrunnen des Ortes, den heute eine Betonplatte abdeckt. Das Trafohaus ersetzte im Jahr 1913 eine Gerichtslinde, an der sich ein Halseisen befunden haben soll. Auch dies sind typische Elemente dörflicher Gerichtsbarkeit. Der Zentralstein ist 120 Zentimeter lang, 100 Zentimeter lang und ragt 25 Zentimeter über den Boden. Die unförmigen Steine der Beisitzer – vermutlich Findlinge – bestehen aus Granitporphyr. Manfred Thon vermutet hier eine germanische Thingstätte, die kontinuierlich weitergenutzt wurde.